# Palestinska Autonomna Područja
Palestinska Samouprava je arapska politička samouprava koja obuhvaća područje Pojasa Gaze i Zapadne obale na području povijesne regije Palestine na Bliskom Istoku. Graniči s Izraelom na zapadu, sjeveru i jugu te Egiptom na jugu (Pojas Gaze) i Jordanom na istoku (Zapadna obala).
Predsjedničkim dekretom od 5. siječnja 2013., Samouprava je preimenovanu u Državu Palestinu, međutim, kao takva ima ograničeno međunarodno priznanje. Hrvatska ju ne priznaje kao takvu, dok ju je Bosna i Hercegovina priznala, a od susjednih zemalja Hrvatske i BiH, Crna Gora, Mađarska, Srbija i   Slovenija priznaju Palestinu kao državu.

## Zemljopis
Palestinska Samouprava sastoji se od više enklava međusobno razdvojenih izraelskim područjem, odnosno izraelskim vojnim poligonima, kako u Pojasu Gaze, tako i na Zapadnoj obali. Pojas Gaze, osim s Izraelom, graniči s Egiptom i Sredozemnim morem. Naziv Zapadna obala odnosi se na zapadnu obalu rijeke Jordana. To područje graniči s jedne strane s Izraelom, a s druge s Jordanom. Međutim, nadzor granice s Jordanom ima Izrael, a Samouprava polaže pravo na nadzor te granice kao granice svog područja.

## Stanovništvo
Po podacima iz CIA - Fact Book Gaza je 2005. imala 1 376 289, a Zapadna obala 2 385 615 stanovnika. Zajedno su dakle imali 3 761 904 stanovnika. S obzirom na to da je površina Gaze samo 363 km2 a Zapadne obale 5 878 km2 gustoća naseljenosti je jako velika. U Zapadnoj obali je iznosila visokih 400 stanovnika/km2, a u Gazi čak 3 800 stanovnika/km2.

## Gospodarstvo i promet
Razvoj gospodarstva kao i prometa jako je ograničen činjenicom da su palestinska područja prostorno razdvojena. U Gazi postoje zračna i pomorska luka. Područja su međusobno povezana cestama koje redovno prekidaju kontrolne točke Izraelske vojske.
Najveći donator Palestinaca su u proteklih 10 godina bili Ujedinjeni narodi s dvije milijarde eura.

## Povijest
Za povijest ovog područja prije 1948. vidi Povijest Izraela i Palestine
Palestinska Samouprava nalazi se na području nad kojim je mandat upravljanja imala Velika Britanija. Jordan je 1948. zauzeo današnju tzv. Zapadnu obalu, uz rijeku Jordan, a Egipat Pojas Gaze, na Sredozemlju. Nakon arapske agresije na Izrael u Šestodnevnog rata 1967. Zapadnu obalu su kao i Pojas Gaze zauzele izraelske vojne snage, koje danas drže pod vojnom okupacijom Zapadnu obalu, kako još nije postignut trajni mirovni sporazum.
Pojas Gaze su izraelske snage napustile 2005., od kada to područje kontrolira militantni islamistički pokret Hamas. Dok je vojna okupacija Izraela Zapadne obale legitimna prema međunarodnom pravu, problem predstavljaju izraelska naselja na Zapadnoj obali koja su protivna Ženevskim konvencijama. Prepreka miru su i stalne terorističke operacije koje izvode palestinski militantni, ali i raketiranja izraelskih područja.

### Put prema priznanju države
Vidi također: Uspostava i povijest Države Izrael, Bliskoistočni sukob.
Palestinska Samouprava nema stvarni suverenitet. Državne strukture djelomično nedostaju ili nisu do kraja ustrojene (npr. nemaju svoju vojsku). Velike dijelove palestinskih područja nadziru izraelske snage. Ipak, Palestinska Samouprava ima svoju policiju.
Od 1974. Palestinska oslobodilačka organizacija, ali ne Samouprava, ima status promatrača pri Ujedinjenim narodima (odlukom Glavne skupštine UN-a 3237). Od sredine 1998. palestinski predstavnik ima pravo sudjelovanja u raspravama u UN-u.
Palestinska Samouprava je jedan od osnivača Islamske konferencije i priznata je kao službena zemlja članica. Osim toga zemlja je i članica Arapske lige. 
Jaser Arafat je 14. studenog 1988. u Alžiru proglasio Državu Palestinu, koju je odmah priznalo oko 100 država, među ostalim sve države Istočnog bloka kao i države članice Pokreta nesvrstanih.
Sporazumom iz Osla postignuta je današnja samouprava. Koji će dio Zapadne obale, uz one dijelove kojima već sad upravljaju, pripasti budućoj palestinskoj državi ključno je pitanje cijeloga bliskoistočnog sukoba. Arapi zahtijevaju cijelo područje Zapadne obale kao i Istočni Jeruzalem uz Pojas Gaze.

## Politika
Politika Palestinske Samouprave usmjerena je postizanju vlastite, neovisne države za palestinske Arape. Različite palestinske skupine imaju, u odnosu na područje zahtijevane države, različite ciljeve. Palestinska oslobodilačka organizacija se nada državi koja će se sastojati od cijele Zapadne obale i Pojasa Gaze s Jeruzalemom kao glavnim gradom, dok Hamas zahtijeva čitavo područje države Izraela.

## Važni gradovi
- Gaza
- Hebron
- Jerihon
- Ramala
- Betlehem
- Nablus